# Culturismo
Il culturismo o cultura fisica (in inglese bodybuilding, lett. "costruzione del corpo") è una disciplina che tramite l'allenamento con pesi, sovraccarichi (resistance training) e un'alimentazione specifica si pone come fine ultimo il cambiamento della composizione corporea, con l'aumento della massa muscolare e la riduzione del grasso corporeo, dove le finalità sono estetiche ma anche competitive.

## Obiettivi e benefici
Questa disciplina, se intesa ad alti livelli, non riguarda semplicemente l'«andare in palestra» per coltivare benessere e salute fisica, e nemmeno di competere per sollevare il peso maggiore come nelle discipline del sollevamento pesi e powerlifting: il gusto estetico dei culturisti e degli amanti della disciplina li spinge ad allenarsi per aumentare il più possibile la massa e la definizione muscolare (mantenendo armonia e proporzioni in linea con i canoni imposti da ogni singola categoria del culturismo).
Propriamente, la massa magra non si può convertire in massa grassa in nessun modo. Anche se l'atleta è obeso o leggermente sovrappeso, questo approccio non prevede una dieta iniziale per perdere massa grassa con una riduzione delle calorie.

Al contrario, prevede di mangiare di più (e determinati alimenti) insieme all'allenamento fisico per "fare massa" (aumentare i muscoli), e poi una successiva fase di definizione: non si tratta solo di aumentare le calorie introdotte, ma di una dieta organizzata su numerosi piccoli pasti e su alimenti che favoriscono la produzione di ormoni e l'accumulo di proteine nei muscoli.
Questo non toglie però che gli esercizi e i benefici dell'allenamento con i pesi, anche molto intenso, non possano essere di giovamento anche:
- per il benessere fisico generale. Anche in assenza di altre attività sportive o di lavori «pesanti», una buona muscolatura è di giovamento perché: la massa magra in generale sostiene l'afflusso di sangue attraverso il corpo e un aumento della temperatura media che indica uno stato generale di benessere, l'innalzamento sia del fabbisogno calorico (se un grammo di grasso contiene 9 kcal, il doppio rispetto agli altri due macronutrienti, cioè proteine e carboidrati, un chilogrammo di muscolo richiede due volte le calorie di un uguale peso di massa grassa) sia del metabolismo di base (se mangio di più, ho più energia da spendere in movimenti anziché accumulare subito grasso), tramite una completa contrazione del diaframma la muscolatura addominale consente una massima inspirazione/espirazione e piena ossigenazione di tessuti e cervello, la muscolatura degli arti inferiori sostiene il peso corporeo.
- per la preparazione ad altri sport dove sia richiesto un potenziamento muscolare (forza e velocità dei movimenti). Difficilmente un corridore o un atleta che pratichi la boxe avranno i chilogrammi di massa magra e la definizione di un culturista, perché inevitabilmente le attività sono diverse: per questi sport è richiesto un programma di allenamento specifico, per evitare che la massa muscolare crei rigidità nei movimenti e una perdita di prestazioni. Il programma di allenamento non è solo funzione dell'età, sesso, peso, ma anche dell'attività sportiva svolta.

## Storia del culturismo
Il culturismo ha cominciato ad assumere le connotazioni attuali (non solo dimostrazioni circensi di forza bruta, ma anche estetica del corpo e dei muscoli) a partire dalla fine del XIX secolo in Europa.
Uno dei pionieri fu l'atleta di origine prussiana Eugen Sandow (nato nel 1867) che si rese celebre per delle dimostrazioni itineranti in Francia, Regno Unito e Stati Uniti.
Altri pionieri del culturismo furono il francese Georges Hébert, Georg Hackenschmidt, Edmond Desbonnet e Earle Liederman (autore dei primi trattati sull'argomento negli anni 20).
Questi atleti sperimentarono su loro stessi nuove tecniche di allenamento, quando la conoscenza medica e sportiva sull'argomento non era patrimonio di molti. L'evoluzione dello sport richiese sperimentazioni e osservazioni continue.
Fra questi sperimentatori troviamo Arcoria, ideatore di uno dei primi evoluti sistemi di allenamento e mentore di Arnold Schwarzenegger.
A partire dagli anni quaranta nacquero le prime associazioni come la International Federation of BodyBuilding & Fitness (IFBB), fondata nel 1946 dai fratelli Ben e Joe Weider e la National Amateur Bodybuilders Association (NABBA), fondata nel 1956 nel Regno Unito e ora diffusa a livello internazionale.)
Negli anni settanta Schwarzenegger, insieme ad altri atleti come Larry Scott, Sergio Oliva e Franco Columbu (i primi vincitori di Mister Olympia) marcarono il passaggio del culturismo da subcultura a sport riconosciuto a livello internazionale e apprezzato e praticato dal pubblico. Un film-documentario che contribuì a questo processo fu Pumping Iron del 1977.
In quel periodo vi fu un largo abuso di steroidi anabolizzanti e altre sostanze dopanti (così come anche in altri sport).
Dopo le prime leggi restrittive il doping fu combattuto con grosse difficoltà. Nel 1990 fu istituita la World Bodybuilding Federation, che effettuava stretti controlli antidoping.
La IFBB ufficialmente non vieta l’utilizzo di sostanze dopanti. In tal modo nessun atleta subisce uno svantaggio poiché tutti fanno uso di steroidi anabolizzanti. Esistono apposite federazioni, denominate "natural", in cui il doping è severamente bandito. In tali federazioni gli atleti sono testati attraverso esami delle urine e test del poligrafo.
Vi furono alcune polemiche, anche di natura economica, tra la IFBB e la WBF, ma quest'ultima fu costretta a sciogliersi solo dopo 2 anni.
Dagli anni 2010 si sta sviluppando un movimento di atleti che praticano il cosiddetto culturismo natural, in cui non si assumono sostanze dopanti e vengono effettuati rigorosi e regolari controlli antidoping, con relative associazioni e federazioni.

## Epidemiologia
Nel 2025 è stato pubblicato il primo studio che rileva l'incidenza della morte e della morte cardiaca improvvisa fra i professionisti del bodybuilding. 
L'European Heart Journal ha osservato più di 20.000 atleti che hanno gareggiato in eventi IFBB (Federazione Internazionale di Bodybuilding & Fitness) tra il 2005 e il 2020, con un follow-up medio di oltre otto anni. Dal campione sono emersi 121 decessi di cui il 38% imputabili a morte cardiaca improvvisa. Il rischio di morte cardiaca improvvisa nei bodybuilder professionisti è risultato oltre 5 volte superiore rispetto agli atleti dilettanti.

## Fisiologia e metabolismo

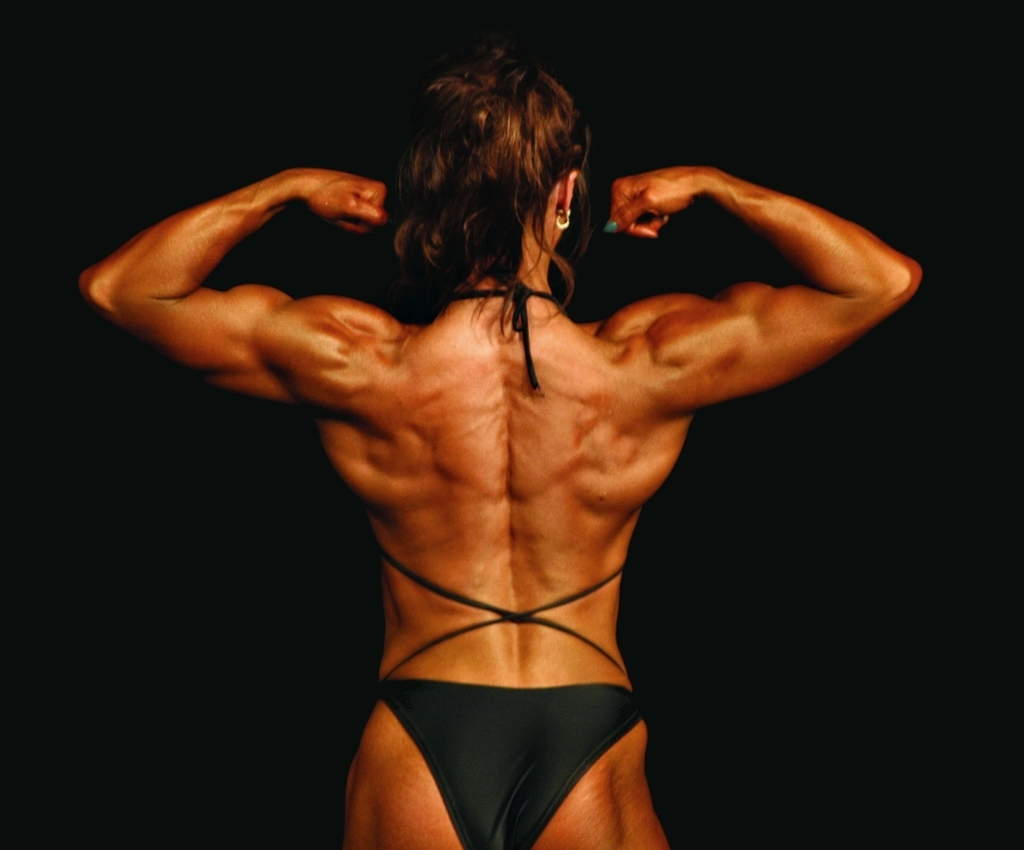
Un'atleta donna di spalle

I muscoli striati sono formati da due tipi di fibre: le fibre bianche o rapide (dette di tipo IIB, a contrazione rapida, potenti ma poco resistenti, che intervengono maggiormente negli sforzi di tipo anaerobico) e le fibre rosse o lente (detta di tipo I, a contrazione lenta, poco potente ma resistente, sfruttata soprattutto negli sforzi aerobici). A queste fibre si aggiunge l'esistenza delle fibre intermedie, (dette di tipo IIA) che hanno appunto caratteristiche intermedie tra i due tipi di fibre riportati.
In breve sintesi entrambi i tipi di fibra possono accrescersi di dimensioni, ma con meccanismi differenti. Le fibre bianche possono accrescersi mediante ipertrofia (aumento delle dimensioni con accumulo di glicogeno). Le fibre rosse (che sono le più piccole) si possono accrescere solo mediante ipertrofia.
Uno degli scopi del culturismo è quello di ottenere nel tempo la maggiore massa muscolare possibile. È stato visto che gli esercizi con sovraccarichi di questo sport determinano effetti soprattutto sulle fibre intermedie (di tipo IIA). Sappiamo che i tipi di fibre che sono maggiormente ipertrofizzabili sono le fibre di tipo IIA e IIB. Sembra comunque che, in base al tipo di allenamento effettuato, possano esserci effetti diversi nell'ambito dell'ipertrofia. Infatti un numero di ripetizioni alte con carichi bassi e brevi recuperi (allenamento detto anche di "pompaggio") determinerebbe prevalentemente un aumento dei substrati energetici all'interno delle fibrocellule (aumento della concentrazione di granuli di glicogeno e di lipidi, si parla di ipertrofia del sarcoplasma) mentre un allenamento con carichi elevati (più vicino all'allenamento specifico per la forza) determinerebbe soprattutto un incremento della quantità di proteine contrattili (si parla di ipertrofia miofibrillare). Ancora non è certo se l'allenamento con sovraccarichi possa determinare un incremento del numero di fibrocellule (iperplasia muscolare).
Gli individui più dotati per il culturismo (e per altri sport di carattere anaerobico e sforzi esplosivi) sono probabilmente coloro che geneticamente hanno una prevalenza di tipo II rispetto a quelle di tipo I.

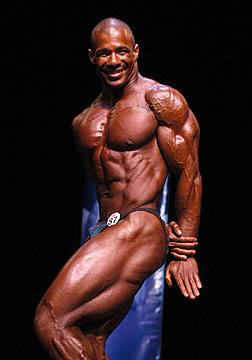
Il culturista Philip Ricardo in posa

Lo stimolo a cui vengono sottoposti i muscoli quando sollevano carichi causa una risposta dell'organismo, che mediante un adattamento anabolico rigenera i tessuti ed i depositi di glicogeno (ipertrofia), compensando (ovvero recuperando) o supercompensando (ovvero recuperando e aggiungendo qualche cosa) a quanto speso durante l'allenamento.
La forza è proporzionale alle dimensioni del muscolo (in particolare alla sua sezione trasversale), tuttavia altri fattori incidono sul peso che un muscolo riesce a sollevare, ad esempio il numero di fibre che si riesce a contrarre in maniera coordinata (che dipende dal sistema nervoso), fattori morfologici (forma e lunghezza di ossa e tendini). Dunque si possono avere anche masse muscolari notevoli senza una forza particolarmente elevata: in ogni caso senza aumentare la forza (e quindi il peso dei carichi sollevati) il culturista non è in grado di progredire stimolando la supercompensazione, ed anche questi fattori secondari vanno coltivati per ottenere buoni risultati.
Il recupero ed il riposo dopo l'allenamento sono la vera fase in cui i muscoli (ma anche il tessuto connettivo ed i tendini) si accrescono, ed avviene nelle ore e nei giorni successivi all'allenamento. In questo stadio è necessario che l'organismo possa riposare ed abbia a disposizione tutti i nutrienti necessari a questa operazione: se nel frattempo vi sono nuovi stimoli (un altro allenamento troppo ravvicinato, o insufficiente riposo e sonno) o mancano le sostanze necessarie (alimentazione scarsa o scorretta), si rischia di stressare l'organismo.
La gamma delle risposte organiche d'adattamento innescate dallo stimolo allenante è vasta, spaziando da un effetto nullo o minimo (uno sforzo molto blando) fino al catabolismo muscolare (se lo sforzo è troppo intenso, come per esempio è frequente durante una maratona). In quest'ultimo caso l'organismo è costretto a utilizzare le proprie risorse, inclusi i muscoli, come fonte di sostentamento, con risultati negativi per l'accrescimento muscolare e a lungo andare anche per la salute fisica.

### Alimentazione
Per supportare la fase anabolica, ai programmi di allenamento sono associati regimi alimentari adeguati.
Infatti gli atleti che praticano culturismo con scopi competitivi o comunque con l'obiettivo di una sensibile crescita muscolare, hanno bisogno di un surplus calorico alimentare in aggiunta al normale fabbisogno energetico (normalmente fra le 500 e le 1 000 calorie).
L'alimentazione di un culturista può essere suddivisa in numerosi pasti (anche fino a 12) distribuiti nell'arco della giornata.
A questa sovralimentazione sono associate, a seconda delle fasi di allenamento, delle fasi alimentari di contenimento calorico e degli esercizi aerobici per tenere sotto controllo (e ridurre in vista delle competizioni) il grasso corporeo.

#### Carboidrati

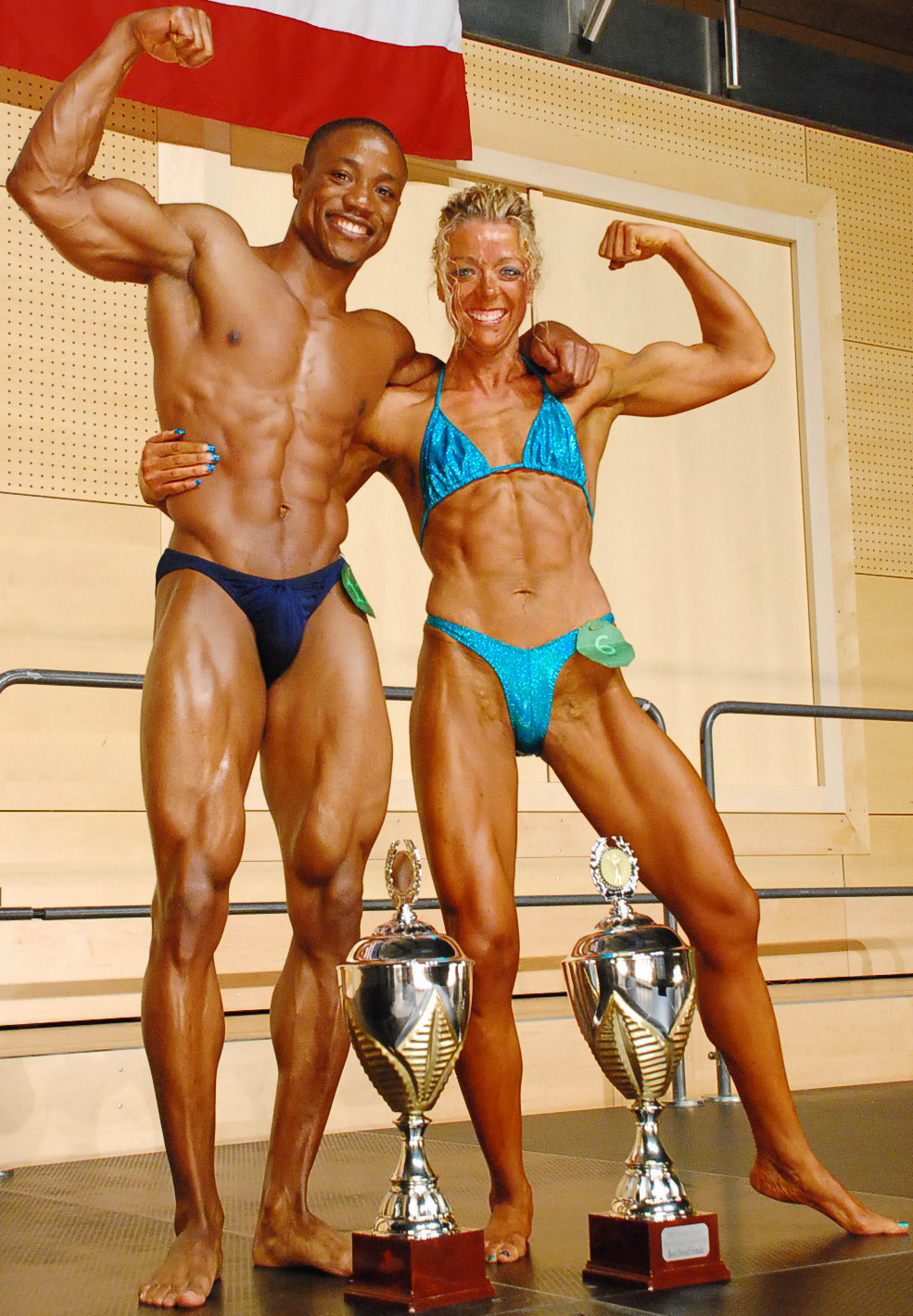
Kenyatta Wilson e Sandi Griffin premiati ad un concorso di culturismo della United States Armed Forces a Wiesbaden, in Germania, 2009

I carboidrati, detti anche glucidi, glicidi, zuccheri, o idrati di carbonio, forniscono gran parte dell'energia e alimentano le riserve di glicogeno, ma se assunti in grandi quantità o in fasi controindicate, possono facilmente portare all'accumulo di grasso nel tessuto adiposo e in altri siti di stoccaggio (grasso intramuscolare, organi interni).
I culturisti, come i praticanti di molti altri sport, preferiscono carboidrati a basso indice glicemico, soprattutto cibi amidacei grezzi e ricchi di fibre, che vengono digeriti più lentamente e, sempre se in quantità moderata, non incidono in maniera drastica sui livelli di insulina. La composizione chimica dei diversi zuccheri comunque non sempre può determinare un'assimilazione rapida o lenta: ad esempio il fruttosio o il galattosio, pur essendo monosaccaridi, hanno un indice glicemico molto basso (il fruttosio attorno a 20), mentre l'amido, pur essendo un polisaccaride, attraverso alcuni processi come la raffinazione o la cottura, può raggiungere livelli glicemici molto elevati (anche oltre 90), avvicinandosi non poco ai valori del glucosio o di altri mono o disaccaridi. Effettivamente l'amido crudo è indigeribile, ma, in base al tempo di cottura, raggiunge facilmente un indice glicemico anche molto elevato, trattandosi comunque di una macromolecola composta da lunghe catene di glucosio, che, in questo processo, vengono rese sempre più digeribili. I cibi glucidici ad alto valore glicemico, tendono a stimolare in maniera più rapida la produzione di insulina, che può spingere l'organismo - una volta ripristinate le riserve di zucchero nel sangue, nel fegato e nei muscoli sotto forma di glicogeno - ad accumulare gli zuccheri in forma di grasso. Tuttavia dipende anche dalla quantità di carboidrati che si introducono: un cibo ad alto indice glicemico, se ingerito in piccole quantità, stimolerà l'insulina meno di un cibo a basso indice glicemico in grandi quantità. Questo dato viene calcolato con il parametro del carico glicemico, il quale tiene conto della quantità di carboidrati di un alimento e del suo indice glicemico.
In caso di allenamenti mirati all'ipertrofia muscolare in cui viene attivato il sistema anaerobico lattacido, come nel culturismo, al termine dell'allenamento possono essere assunti zuccheri semplici ad elevato indice glicemico come il glucosio, in quanto in questa fase l'insulina provocata dal picco glicemico, tende a veicolare lo zucchero in gran parte verso le cellule muscolari (assieme ad altri nutrienti come gli aminoacidi e i lipidi), e notevolmente meno in quelle adipose.

#### Proteine
Le proteine ed i loro costituenti (gli amminoacidi), sono i componenti principali dei tessuti e delle fibre muscolari (ca. il 18% del peso corporeo): la loro funzione è dunque plastica e solo secondariamente energetica. Il nostro corpo è in grado di sintetizzare autonomamente solo una parte degli amminoacidi, mentre circa la metà (gli amminoacidi essenziali) devono essere assunti con l'alimentazione (i tipici alimenti proteici: latte, uova, carne, pesce, senza escludere le proteine di origine vegetale). Una volta digerite le si ritrovano nel flusso sanguigno sotto forma di amminoacidi. In genere la quantità proteica giornaliera raccomandata nel culturismo si aggira tra 1,8 e 2,2 grammi per peso al netto della massa magra, in quanto è la massa magra che va nutrita, non la parte grassa del corpo, tuttavia altre fonti possono raccomandare dosaggi inferiori o superiori. I dosaggi vengono drasticamente incrementati con l'assunzione esogena di determinati ormoni anabolizzanti.

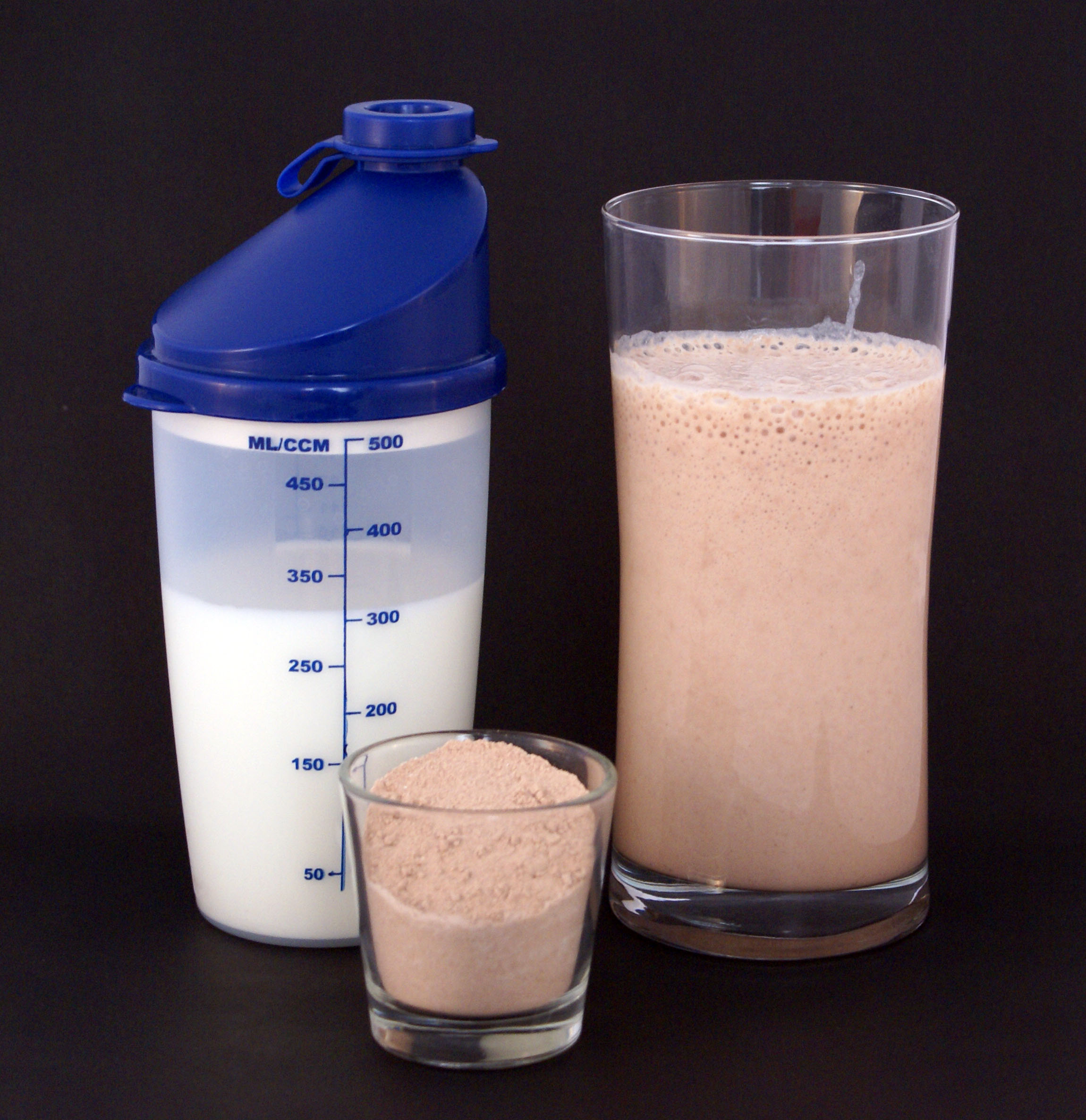
Una bevanda multi-proteica

In condizioni normali, uno sportivo di 80 kg con il 12% di grasso ha una massa magra di circa 70,5 kg e potrebbe consumare circa 155 g di proteine nell'intera giornata.

In genere le fonti di proteine preferite sono le carni magre (come ad esempio il pollo), il pesce, le uova e il latte, ma esistono anche casi di culturisti latto-ovo-vegetariani, i quali riescono anche senza carne a sopperire al fabbisogno proteico (un esempio è il campione italiano Piero Venturato), o persino vegani (come il tedesco Alexander Dargatz).

È ad ogni modo sconsigliabile eccedere nell'assunzione di cibi proteici (a meno che non si abbiano ambizioni competitive e si sia sotto controllo medico), in quanto è provato che oltre ai dosaggi raccomandati si possono creare stanchezza cronica, allergie alimentari, difficoltà digestive, disturbi renali, problemi articolari e di conseguenza, paradossalmente, anche una tendenza a perdere peso e forza.
Come fonti dirette o indirette di proteine possono essere utilizzati anche supplementi dietetici come le proteine in polvere (ottenute dal siero di latte, uova, carne, soia, grano) o gli amminoacidi ramificati, che hanno effetto tampone sulla disgregazione muscolare ai fini energetici, in quanto ricoprono essenzialmente una funzione glucogenica.

#### Grassi
L'assunzione dei grassi porta molti benefici agli atleti. Un grammo di grasso apporta circa 9 calorie e produce energia per il corpo. I grassi stimolano anche i livelli ormonali e le funzioni neurologiche. Si dividono in: saturi, insaturi e polinsaturi. Quelli negativi sono i grassi saturi, infatti sono legati a vari problemi cardiovascolari e aumento di colesterolo. I grassi insaturi e polinsaturi invece sono estremamente positivi, perché negli sportivi riducono il catabolismo muscolare e migliorano la secrezione dell'ormone della crescita (GH). Il tutto si traduce in un miglioramento sia della massa muscolare che della prestazione fisica. Un altro beneficio dei grassi è legato anche alla salute delle articolazioni.

#### Vitamine e minerali
Vitamine e minerali (che compongono fino al 4% del peso corporeo) sono fondamentali per il corretto metabolismo e per la ricostruzione cellulare. In genere si assumono, se si ritiene necessario integrare l'alimentazione, al termine dell'allenamento.
Fondamentali sono le vitamine del gruppo B e la vitamina C, ma si consideri che tutti i gruppi vitaminici interagiscono fra loro e con i minerali, per cui è in genere consigliato assumere integratori multivitaminici (salvo eventualmente la vitamina K e D) e multiminerali.
- La vitamina A nota come retinolo, è usata dal corpo per sostenere il ciclo della vista, la crescita, i processi riproduttivi, lo sviluppo delle ossa e la funzione immunitaria appropriata. La vitamina A lavora in sinergia con lo zinco e le vitamine K ed E.
- La vitamina C (acido ascorbico) è una vitamina necessaria per chi svolge attività fisica intensa, o per chi segue delle diete, infatti si è dimostrato che un soggetto dopo un allenamento intenso e pesante può avere una leggera carenza dalla vitamina C. Essa ha proprietà antiossidante, funzione di sintesi di collagene, rafforza il sistema immunitario, riduce i livelli di cortisolo, combatte i radicali liberi, permette un buon assorbimento a livello intestinale di ferro (da FeIII a FeII).
- La vitamina D è associata alla crescita e al rafforzamento delle ossa; il nostro corpo con l'esposizione alla luce solare, è capace di produrre da solo la vitamina D.
- La vitamina E è necessaria per mantenere integre le membrane nelle cellule corporee ed è un potente antiossidante.
- Le vitamine del gruppo B (B1, B2, B3, B5, B6, B12) aiutano a sintetizzare al meglio le proteine e gli aminoacidi; la vitamina B12 (cobalamina) aumenta i livelli energetici e migliora la prestazione fisica. La mancanza di vitamina B12 può causare anemia.
- La vitamina K svolge un ruolo importante nella coagulazione del sangue ed in parte contribuisce a rafforzare la matrice ossea e si trova soprattutto nelle verdure a foglia verde.

I minerali sono gli elementi principali degli enzimi e della funzione cellulare. Svolgono nel corpo, un'azione di equilibrio dei liquidi ed un ruolo importante per quanto riguarda il movimento degli impulsi nervosi.
- Il calcio: è, in percentuale, il minerale più presente nel corpo; si trova nelle ossa e nei denti. Svolge molte funzioni, tra cui: il coagulo del sangue, la trasmissione degli impulsi nervosi, la contrazione muscolare.
- Il Magnesio: è utilizzato in centinaia di reazioni enzimatiche, tra cui: la glicolisi, il ciclo di Krebs, il processo creatina fosfato, sugli aminoacidi e sulla sintesi proteica.
- Il Ferro: microminerale di vitale importanza, elemento essenziale dell'emoglobina e della mioglobina, il quale trasporta tramite il sangue, l'ossigeno a tutte le cellule del corpo, "caricando al ritorno" (l'anidride carbonica da espellere una volta giunta ai polmoni).
- Il Potassio è un minerale che ricopre un ruolo importante nelle funzioni contrattili dei muscoli lisci, cardiaci e scheletrici. Ricopre un suo ruolo sull'eccitabilità del tessuto nervoso e ricopre una funzione importante nel mantenimento del bilancio degli elettroliti e del pH. Un bilanciamento ideale di sodio-potassio nel nostro organismo, migliora il trasporto attraverso le membrane cellulari quindi favorisce e ottimizza le funzioni del corpo umano.
- Lo Zinco è presente in tutti gli organi e tessuti del corpo umano. È un elemento dei metalloenzimi e dà integrità strutturale alle proteine. Influenza molti processi fondamentali della vita ad esempio: espressione genetica, replicazione cellulare, stabilizzazione delle membrane e ricopre un ruolo strutturale negli ormoni come insulina, testosterone, ormone della crescita ed estrogeni. Vari studi hanno dimostrato che una carenza di zinco può abbassare le difese immunitarie.
- Il Sodio è un minerale essenziale nell'equilibrio idrico del corpo umano. Tramite la cosiddetta "pompa" sodio-potassio, il sodio facilita il trasporto attivo attraverso tutte le membrane cellulari. Normalmente il corpo umano necessita di circa 500 mg di sodio al giorno, dunque da tenere sotto controllo un'eccessiva assunzione di sodio, che può causare ritenzione idrica.
- Il Fosforo: svolge un ruolo molto importante nel metabolismo dei nutrienti energetici, contribuendo al ritmo metabolico e al trasporto di energia nei muscoli come l'ATP.

#### Supplementi dietetici
Esistono in commercio moltissimi integratori alimentari, ma solo di alcuni si può dimostrare una certa efficacia. Naturalmente è necessario dosare con oculatezza i quantitativi assunti, perché un loro eccesso potrebbe essere dannoso (e causare ad esempio iperazotemia e problemi renali)
Creatina monoidrato
La creatina è un tripeptide sintetizzato normalmente dal nostro organismo, che ha un ruolo nel ciclo ATP-ADP. Chi commercializza questa sostanza come integratore sostiene che essa stimoli l'ipertrofia delle fibre muscolari (fino ad un 35% in più) e migliori forza e velocità.
Proteine in polvere e «aminoacidi ramificati»
Nelle ore seguenti l'allenamento l'organismo è in grado di captare molto efficacemente le sostanze di cui necessita. L'assunzione di proteine in polvere, spesso ottenute dal siero del latte, o degli aminoacidi ramificati (conosciuti anche come BCAA, ovvero leucina, isoleucina e valina) può giovare in maniera positiva all'efficienza della sintesi proteica e può contribuire a ridurre la fastidiosa sensazione di indolenzimento muscolare post-allenamento (DOMS) causato da sessioni di allenamento intense e con carichi sovramassimali. Questi integratori sono ampiamente apprezzati dalla comunità degli appassionati di bodybuilding per i benefici che apportano al processo di recupero muscolare e al miglioramento delle prestazioni fisiche. Questi integratori proteici possono essere anche di ausilio nel controllo della quantità di lipidi di origine animale assunti con la dieta.

## Metodi di allenamento
Nel tempo sono state sviluppate e sperimentate numerose metodologie di allenamento, ma in ogni caso motivazione, disciplina e perseveranza sono necessarie per applicarsi sufficientemente a lungo nell'allenamento programmato, in una sana dieta, e nel soddisfacimento delle esigenze di recupero e sonno.
Oltre agli incrementi di forza e massa muscolare, è necessaria anche una riduzione della percentuale di grasso corporeo in modo da rendere il corpo "definito" e ben visibili i fasci muscolari. Per ottenere questi risultati è indispensabile l'allenamento con sovraccarichi. Tale allenamento viene effettuato oggi, prevalentemente, come accadeva in passato, con manubri e bilanciere, con esercizi di vario tipo da effettuare su panche o in piedi, in grado di stimolare la «crescita» dei vari gruppi muscolari. In particolare gli esercizi con bilanciere erano svolti e lo sono tuttora, dentro i power rack per aumentare la sicurezza o eseguire ripetizioni parziali.
Da alcune decine di anni a questa parte vi è stata la diffusione delle «macchine» da palestra. Queste si sono rapidamente diffuse nelle palestre, in alcuni casi rappresentando un vantaggio nella possibilità di affaticare i muscoli in tutto l'arco di movimento, senza «punti morti» (come la prima serie di macchine Nautilus), negli altri costituendo un mezzo più semplice e richiedendo meno apprendimento della tecnica corretta per effettuare gli esercizi rispetto ai manubri ed al bilanciere. Questi ultimi rimangono fondamentali e più efficaci per il fine di building muscolare in quanto consentono di coinvolgere un numero più ampio di muscoli e stimolarli maggiormente, richiedendo per l'esecuzione degli esercizi corrispondenti a quelli delle macchine un maggior impiego dei muscoli «stabilizzatori».
Per quanto riguarda i cambiamenti dei metodi di allenamento, nella prima metà del XX secolo molti culturisti erano soliti allenarsi con tutto il corpo, ovvero allenamenti in cui nella stessa seduta si utilizzano esercizi volti a coinvolgere tutti i gruppi muscolari principali del corpo, che erano svolti una media di tre volte a settimana con formati di intensità variabile (ad esempio leggero/medio/pesante). Alla fine degli anni settanta e durante i primi anni ottanta, in seguito alle vittorie al Mr. Olympia di Arnold Schwarzenegger, "sponsorizzato" dai fratelli Weider, il culturismo divenne uno sport molto diffuso, con un vero e proprio boom delle palestre e dell'allenamento con i pesi nei paesi occidentali.
In quel periodo vi fu una diffusione dei "sistemi Weider" di allenamento, che consistono nel frazionamento dell'allenamento chiamato "split routine" (allenare in ogni seduta solo alcuni gruppi muscolari), utilizzo di volumi allenanti elevati e di più esercizi (sia multiarticolari che di isolamento) per ciascun gruppo muscolare.
In seguito vi è stata una diffusione, durante gli anni ottanta e novanta, dei sistemi "heavy duty", sviluppati e messi in pratica prima dal campione Mike Mentzer e poi dal 6 volte Mr Olympia Dorian Yates.
L'heavy duty in generale consiste in allenamenti di tipo split routine caratterizzati da intensità molto elevata (cedimento concentrico) con volume di allenamento ridotto.
In pratica si porta il muscolo a completo esaurimento tramite 1-2 serie al massimo per ogni gruppo muscolare, facendo in modo che l'ultima ripetizione sia veramente quella che il muscolo è in grado di effettuare: così si costringono le fibre muscolari a lavorare al loro massimo.
Negli anni 1990, sulla scia dell'Heavy Duty, si sono diffusi altri metodi di allenamento a cedimento concentrico e volume limitato.
Oggi l'allenamento tipico del culturista è in genere a cedimento e di ispirazione weideriana, anche se alcuni atleti utilizzano anche schemi di allenamento di altro tipo, derivati dagli schemi adottati da preparatori contemporanei statunitensi o ancora altre tipologie di allenamento.
Si consideri che l'allenamento a cedimento concentrico è solo uno dei mezzi a disposizione per l'allenamento del culturista, comporta un alto stress del sistema nervoso, e vi sono altri metodi per ottenere risultati paragonabili o migliori.
Le tecniche di allenamento che hanno lo scopo di stimolare un dato gruppo muscolare in maniera molto alta (dette anche tecniche di intensità) sono varie, le più conosciute e di rilievo sono: la tecnica delle ripetizioni forzate, ripetizioni negative, rest pause, superserie (sullo stesso gruppo muscolare o sul muscolo antagonista), il sistema piramidale e piramidale inverso (con cui si aumenta il peso progressivamente diminuendo le ripetizioni e viceversa), e lo stripping (partendo da una serie prestabilita di ripetizioni, si eseguono senza riposo altre serie riducendo via via il peso fino ad arrivare sempre «all'esaurimento» o «cedimento» muscolare.
Sicuramente si tratta di tecniche non da atleta principiante e vengono inserite nell'allenamento sotto forma di cicli che durano normalmente da tre a cinque settimane, a cui segue quasi di obbligo la fase di scarico, proprio per dare all'organismo modo di recuperare dalla fatica dell'allenamento.
Negli ultimi tempi c'è stato sempre di più un ingresso della scienza nel campo dell'allenamento, grazie ai numerosi studi sui meccanismi dell'ipertrofia muscolare.
Tuttora però l'approccio dell'allenamento nel culturismo, nella maggior parte dei casi, rimane ancora molto «empirico», legato a una scuola o all'altra.

## Doping
Durante gli anni settanta vi fu un largo abuso di steroidi anabolizzanti: inizialmente gli steroidi non erano sostanze vietate ed il loro uso avveniva alla luce del sole. È da tenere in considerazione che senza doping è praticamente impossibile per la fisiologia umana raggiungere livelli di ipertrofia muscolare (volume e massa) come quelli tipici dei culturisti professionisti.
Nonostante la diffusione di norme restrittive il doping è, negli ambienti del culturismo competitivo (tranne che, almeno teoricamente, nel culturismo naturale), tollerato se non addirittura incoraggiato.
A fronte di benefici a volte anche dubbi, esiste una vasta letteratura che ne comprova la estrema dannosità, si tratta di sostanze per la maggior parte illegali in molti paesi nel mondo o comunque permesse solo per fini terapeutici.
Fra le sostanze anabolizzanti più usate nel culturismo ci sono:
Steroidi anabolizzanti
Sono steroidi con azione simile al testosterone (stimolazione del metabolismo proteico con incremento della forza e massa muscolare e riduzione della massa grassa). Per ottenere un'azione dopante si assumono dosi di molto superiori (fino a 200 mg al giorno) rispetto a quelle suggerite per uso terapeutico. Vengono assunti mediamente in cicli di sei/otto/dieci/dodici settimane con svariate modalità.
Vi sono gravissime controindicazioni come: comportamenti aggressivi, inibizione della sintesi di testosterone e aumento dell'ormone femminile estradiolo, che possono portare a gravi scompensi metabolici e infertilità maschile. Nelle donne vi è un effetto di mascolinizzazione con irregolarità mestruali, riduzione del seno, acne e aumento della peluria.
In generale è comprovata una maggior frequenza di infarto del miocardio e di ictus e vari tipi di cancro in individui che hanno assunto steroidi anabolizzanti.
Ormone della crescita
La somatotropina (o Growth Hormone, GH) è un ormone che stimola la crescita dei tessuti ed è responsabile della crescita degli organismi, intervenendo nella sintesi delle proteine, nel metabolismo dei carboidrati (come antinsulinico) e nel metabolismo dei grassi. È molto più costosa degli steroidi anabolizzanti, per questo a volte si usa quella estratta dal cavallo. Il dosaggio terapeutico di GH è di 0,01-0,06 g/Kg, ma vi sono casi di atleti che ne hanno assunto quantità venti volte superiori.
Effetti collaterali: edemi, parestesie, artralgie, mialgie, ipertensione intracranica, cefalea, perdita di peso, diarrea con stipsi, atrofizzazione delle gonadi, pancreatite acuta e probabilmente anche diabete, leucemia e acromegalia. Può inoltre accelerare la crescita di neoplasie preesistenti. Akbar Khazaei, arbitro di competizioni di bodybuilding professionale (NPC) e Mr. Olympia, è contro il doping degli atleti. Al fine di evitare la morte degli atleti, ha sottolineato i pericolosi effetti collaterali degli steroidi sulla salute e ritiene che il doping è contro le regole.

## Competizioni

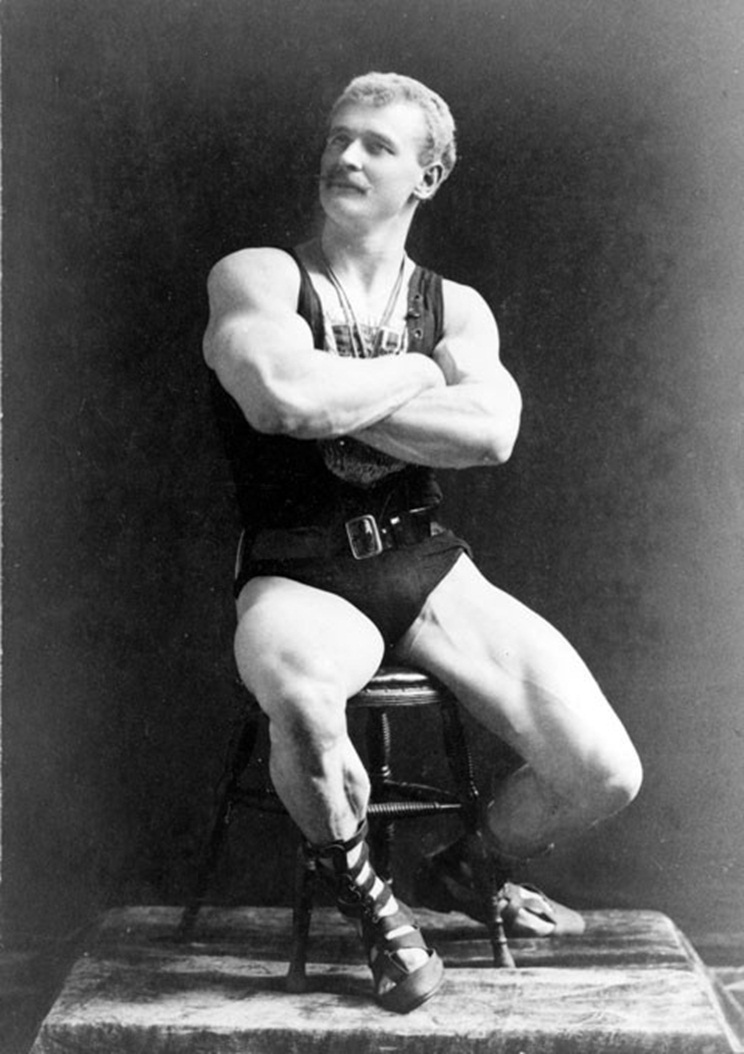
Eugen Sandow (1867-1925)

La prima gara di culturismo fu organizzata da Eugen Sandow: il 14 settembre 1901 si tenne la "Great Competition" alla Royal Albert Hall di Londra. I giudici erano Sandow, Sir Charles Lawes e Sir Arthur Conan Doyle. L'avvenimento fu un successo ed il vincitore ebbe come premio un trofeo consistente in una statua di bronzo raffigurante lo stesso Sandow scolpita da Frederick Pomeroy.
Oggi nelle gare i giudici devono valutare gli atleti secondo specifici parametri come sviluppo delle masse muscolari, simmetria, proporzioni, percentuale di grasso e capacità di posatori.
Attualmente Mister Olympia è la più importante manifestazione internazionale di culturismo professionistico, e la statuetta del trofeo raffigura ancora Sandow. Fra le varie gare esistono anche una competizione amatoriale denominata World Amateur Bodybuilding Championships e competizioni femminili (la più nota è Ms. Olympia).
La federazione che organizza le gare è la IFBB.
In Italia dal prof. Giuseppe Trombetta, noto culturista, è stata fondata nel 1982 la NBBUI (Natural BodyBuilder's Union of Italy), sotto la cui egida si sono svolti Campionati Italiani Natural ed altri eventi internazionali.
La IFBB internazionale fu fondata nel 1946 dai fratelli Weider e portata in Italia nei primi anni settanta da Franco Fassi, prima con la sigla FIACF successivamente come IFBB Italia. Dal 2003 è presidente nazionale della IFBB in Italia Betto Mondello.

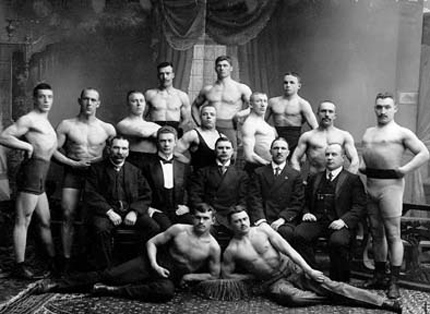
Foto di gruppo raffigurante alcuni culturisti russi, scattata nel 1912 da Karl Bulla

Lista di competizioni maschili
- Mr. Olympia
- Arnold Classic
- Ironman Pro Invitational
- Masters Olympia
- New York Pro Championship
- Night of Champions

Lista di competizioni femminili
- Women's Physique Olympia
- Fitness Olympia
- Figure Olympia
- Bikini Olympia
- Fitness International
- Ms. International
- Figure International
- Bikini International
- Physique International
- Jan Tana Classic